# Topologische ruimte

Vier voorbeelden en twee niet-voorbeelden van topologieën op de drie-punten-verzameling {1,2,3}. Het voorbeeld linksonder is geen topologie, omdat de vereniging {2,3} van {2} en {3} ontbreekt; het voorbeeld rechtsonder is geen topologie, omdat de doorsnede {2} van {1,2} en {2,3} ontbreekt.

Een topologische ruimte is een verzameling met een zodanige structuur dat er continue afbeeldingen (functies) op kunnen worden gedefinieerd. De tak van de wiskunde die zich bezighoudt met topologische ruimten en continue afbeeldingen daartussen, is de topologie.

## Definitie
Een topologische ruimte is een verzameling {\displaystyle X} samen met een collectie {\displaystyle {\mathcal {T}}} van deelverzamelingen van {\displaystyle X}, open verzamelingen genoemd, die aan de volgende axioma's voldoen:
1. {\displaystyle \varnothing } (de lege verzameling) en {\displaystyle X} zijn open.
2. De vereniging van willekeurig veel open verzamelingen is open.
3. De doorsnede van twee open verzamelingen is open.

Een dergelijke collectie open verzamelingen wordt een topologie op {\displaystyle X} genoemd. Het koppel {\displaystyle (X,{\mathcal {T}})} wordt dan een topologische ruimte genoemd. Een gesloten verzameling is een verzameling waarvan het complement open is.

## Continuïteit
Zie Continue functie (topologie) voor het hoofdartikel over dit onderwerp.
Als {\displaystyle (X,{\mathcal {T}})} en {\displaystyle (Y,{\mathcal {U}})} topologische ruimten zijn, dan heet een afbeelding {\displaystyle f:X\to Y} continu als het (volledig) origineel van iedere open verzameling van {\displaystyle Y} opnieuw een open verzameling van {\displaystyle X} is:
{\displaystyle \forall U\in {\mathcal {U}}:f^{-1}(U)\in {\mathcal {T}}}
De categorie Top heeft als objecten de topologische ruimten en als morfismen de continue afbeeldingen.
Als equivalentie in deze categorie geldt het bestaan van een homeomorfisme, dat wil zeggen een tweezijdig omkeerbare afbeelding (bijectie) die in beide richtingen continu is. Twee topologische ruimten heten homeomorf als tussen beiden een homeomorfisme bestaat. Dergelijke ruimten kunnen topologisch niet van elkaar worden onderscheiden.

## Voorbeelden
Voorbeelden van topologische ruimten zijn:
- Een metrische ruimte {\displaystyle X} met de door de metriek geïnduceerde topologie. De open verzamelingen zijn de deelverzamelingen {\displaystyle S} van {\displaystyle X} waarvan elk punt een inwendig punt is. Voor willekeurige topologische ruimten geldt overigens dat een verzameling open is dan en slechts dan als elk punt ervan een inwendig punt van die verzameling is).
- Ook een pseudometrische ruimte heeft een topologie die door de pseudometriek wordt geïnduceerd, op dezelfde manier als bij een metriek.
- Voor een willekeurige verzameling {\displaystyle X} is de triviale topologie de topologie die als open verzamelingen alleen de lege verzameling {\displaystyle \varnothing } en {\displaystyle X} zelf heeft.
- Voor een willekeurige verzameling {\displaystyle X} is de discrete topologie de collectie {\displaystyle 2^{X}}, dus waarin elke deelverzameling van {\displaystyle X} open is.
- Een verzameling {\displaystyle X} met als open verzamelingen de lege verzameling en alle verzamelingen waarvan het complement eindig is. Dit heet de cofiniete topologie. Is {\displaystyle X} zelf een eindige verzameling, dan is de cofiniete topologie dezelfde als de discrete topologie.
- Zij {\displaystyle R} een commutatieve ring en {\displaystyle \mathrm {Spec} (R)} het spectrum van {\displaystyle R} (dit is de verzameling priemidealen van {\displaystyle R}). {\displaystyle \mathrm {Spec} (R)} is dan een topologische ruimte met als gesloten verzamelingen de verzamelingen van de vorm {\displaystyle \{P\in \mathrm {Spec} (R)\mid P\supset I\}}, waarin {\displaystyle I} een ideaal van {\displaystyle R} is.  Deze topologische ruimte is compact, en de zojuist gedefinieerde topologie heet de Zariski-topologie.

## Alternatieve karakteriseringen
De topologische structuur van {\displaystyle X} kan ook worden vastgelegd door een van de volgende elementen te specificeren:
1. de gesloten verzamelingen van {\displaystyle X,} d.w.z. de complementen van de open verzamelingen
2. de afsluiting van elk deel {\displaystyle D} van {\displaystyle X,} d.w.z. de kleinste gesloten verzameling die {\displaystyle D} omvat, of ook nog de doorsnede van alle gesloten verzamelingen die {\displaystyle X} omvatten
3. het inwendige van elk deel {\displaystyle D} van {\displaystyle X,} d.w.z. de grootste open verzameling die in {\displaystyle D} vervat ligt, of ook nog de unie van alle open verzamelingen van {\displaystyle X} die een deel zijn van {\displaystyle D}

## Basis
Een basis voor een topologische ruimte {\displaystyle (X,{\mathcal {T}})} is een collectie open verzamelingen {\displaystyle {\mathcal {B}}\subset {\mathcal {T}}} met de eigenschap dat iedere andere open verzameling van {\displaystyle X} geschreven kan worden als een (eventueel oneindige) vereniging van elementen van de basis. Topologische ruimten zijn eenvoudiger te bestuderen als ze beschikken over een basis met een beperkt aantal elementen (bijvoorbeeld aftelbaar), zelfs als de collectie van alle open verzamelingen veel groter is.
In de metrische ruimte {\displaystyle \mathbb {R} ^{n}} (met de gewone Euclidische afstandsfunctie) vormen de open bollen
{\displaystyle B(a,r)=\{x\in \mathbb {R} ^{n}:d(a,x)<R\}\ a\in \mathbb {R} ,r>0}
een basis.
Een subbasis is een collectie open verzamelingen {\displaystyle {\mathcal {S}}\subset {\mathcal {T}}} met de eigenschap dat de collectie van eindige doorsneden
{\displaystyle \{U_{1}\cap U_{2}\cap \ldots \cap U_{n}|U_{1},U_{2},\ldots ,U_{n}\in {\mathcal {S}},\ n\in \mathbb {N} \}}
een basis vormt voor {\displaystyle (X,{\mathcal {T}}).} Dit is gelijkwaardig met de uitspraak dat {\displaystyle {\mathcal {T}}} de kleinste topologie op {\displaystyle X} is die de familie {\displaystyle {\mathcal {S}}} omvat, of nog dat {\displaystyle {\mathcal {T}}} de doorsnede is van alle topologieën op {\displaystyle X} die {\displaystyle {\mathcal {S}}} omvatten. Men zegt dat {\displaystyle {\mathcal {T}}} wordt voortgebracht door {\displaystyle {\mathcal {S}}.}
De open halfrechten met rationale eindpunten
{\displaystyle {\mathcal {S}}=\{(q,+\infty ]:q\in \mathbb {Q} \}\cup \{[-\infty ,q):q\in \mathbb {Q} \}}
vormen een subbasis (maar geen basis) voor de gewone topologie op de reële getallen.

## Bijzondere topologische ruimten

### Aftelbaarheidsaxioma's
Zie Aftelbaarheidsaxioma voor het hoofdartikel over dit onderwerp.
Men kan topologische ruimten indelen naargelang van het bestaan van bases met een "klein" aantal open verzamelingen, zoals geformuleerd in de aftelbaarheidsaxioma's {\displaystyle A_{1}} en {\displaystyle A_{2}}.
De Euclidische ruimte {\displaystyle \mathbb {R} ^{n}} heeft overaftelbaar veel open verzamelingen, maar er bestaan aftelbare basissen - bijvoorbeeld: de open bollen met rationale straal en rationale coördinaten van het middelpunt. Men zegt daarom dat {\displaystyle \mathbb {R} ^{n}} een {\displaystyle A_{2}}-ruimte is.

### Scheidingsaxioma's
Zie Scheidingsaxioma voor het hoofdartikel over dit onderwerp.
Men onderscheidt bijzondere categorieën van topologische ruimten met betrekking tot de mogelijkheid om punten en verzamelingen onderling te scheiden door open verzamelingen. In oplopende volgorde van strengheid bepalen de verschillende scheidingsaxioma's, tussen haakjes vermeld,  de volgende ruimten:
- Kolmogorov-ruimte ({\displaystyle T_{0}})
- Fréchet-ruimte ({\displaystyle T_{1}})
- Hausdorff-ruimte ({\displaystyle T_{2}})
- volledige Hausdorff-ruimte en Urysohn-ruimte (T2½)
- reguliere ruimte en reguliere Hausdorff-ruimte ({\displaystyle T_{3}})
- Tychonoff-ruimte en volledige reguliere ruimte (T3½)
- normale Hausdorff-ruimte ({\displaystyle T_{4}})
- volledig normale Hausdorff-ruimte {\displaystyle T_{5}})
- perfect normale Hausdorff-ruimte ({\displaystyle T_{6}})

### Compactheid
Zie Compact voor het hoofdartikel over dit onderwerp.
Men onderscheidt bijzondere topologische ruimten naargelang van de mogelijkheid om open overdekkingen te verfijnen tot kleinere overdekkingen. Een ruimte is compact als iedere open overdekking kan verfijnd worden tot een eindige deeloverdekking. Verwante eigenschappen zijn: lokale compactheid, paracompactheid en {\displaystyle \sigma }-compactheid.
De reële getallen zijn niet compact, want de familie van alle begrensde open intervallen (een voorbeeld van een open overdekking van {\displaystyle \mathbb {R} }) kan niet worden herleid tot een eindige deelfamilie die nog steeds heel {\displaystyle \mathbb {R} } overdekt.

### Separabiliteit
Zie Separabel voor het hoofdartikel over dit onderwerp.
Een ruimte {\displaystyle (X,{\mathcal {T}})} is separabel als er een aftelbare deelverzameling van {\displaystyle X} bestaat die dicht is, dat wil zeggen dat haar afsluiting {\displaystyle X} zelf is.
De reële getallen, en algemener de reële Euclidische ruimte {\displaystyle \mathbb {R} ^{n},} is separabel omdat de punten waarvan de coördinaten rationale getallen zijn, een aftelbare dichte deelverzameling vormen.

### Samenhang
Zie Samenhang voor het hoofdartikel over dit onderwerp.
Een topologische ruimte heet onsamenhangend als ze de vereniging is van twee disjuncte niet-lege open deelverzamelingen. Als dergelijke deelverzamelingen niet bestaan, is de ruimte samenhangend. Een verwant (strikter) begrip is dat van een wegsamenhangende ruimte.
De reële getallen zijn wegsamenhangend en dus samenhangend. Een discrete topologische ruimte met minstens twee elementen is onsamenhangend omdat het singleton met het ene element en zijn complement de gezochte disjuncte niet-lege open verzamelingen zijn.